# Демократска партија Срба
Демократска партија Срба (краће: ДПС) је политичка партија која заступа интересе српске заједнице у Хрватској.

## О партији
Странка је основана 4. августа 2009. године са седиштем у Загребу. Иницијатива за оснивање странке дошла је из Српског демократског форума. Странка је члан Коалиције „Српска слога".
Познатији чланови Странке су Вељко Џакула, председник Програмског савета Странке, и допредседник Странке контроверзни Бранислав Швоња.
На председничким изборима у Хрватској 2009. године Странка је заједно са Новом српском странком дала подршку председничком кандидату Социјалдемократске партије Иви Јосиповићу, касније изабраном председнику Републике Хрватске.
На изборима за заступнике у Хрватски сабор 2011. године Странка је коалирала са Српском народном странком и Нашом странком. Коалиција је носила назив: Демократска опозиција српских странака (ДОСС). Испред Странке на листи Коалиције у 12. изборној јединици био је председник Програмског савета Странке Вељко Џакула који је освојио 16% гласова што је недовољно за улазак у Сабор.
Председник Програмског савета Вељко Џакула присуствовао је прослави Дана победе и годишњици Операције Олуја у Книну 5. августа 2012. године и тиме постао први српски представник који је присуствовао овом догађају. Ова посета изазвала је подељене реакције у хрватској јавности и веома бурне међу Србима у Хрватској и избеглицама из Хрватске и њиховим удружењима у Србији.